# Криминальный гипнотизёр
«Криминальный гипнотизер» (англ. The Criminal Hypnotist) — американский короткометражный драматический фильм Дэвида Уорка Гриффита

## Сюжет
Фильм рассказывает о гипнотизёре, которого приглашают на приём, где он демонстрирует свои уникальные способности, заставляя гостей совершать различные нелепые выходки. Под его влияние попадает и дочь хозяина, которую он хочет сделать своим агентом...

## В ролях
| Актёр            | Роль                    |
| ---------------- | ----------------------- |
| Оуэн Мур         | мужчина                 |
| Мэрион Леонард   | невеста мужчины         |
| Артур В. Джонсон | криминальный гипнотизер |
| Дэвид Майлз      | жертва ограбления       |
| Чарльз Инсли     | профессор               |
| Джордж Гебхардт  | полицейский             |
| Гарри Солтер     | доктор                  |
| Флоренс Лоуренс  | служанка                |
| Линда Арвидсон   |                         |
| Анита Хендри     |                         |